# Lionel Dahmer
Lionel Herbert Dahmer (29 de julio de 1936 - 5 de diciembre de 2023) fue un químico y autor estadounidense, conocido por ser el padre del asesino en serie Jeffrey Dahmer.
Dahmer tomó un rol protagonista luego del arresto de su hijo en 1991, y publicó un libro de memorias en 1994, llamado A Father's Story (La historia de un padre), donde relató su vida, la crianza de Jeffrey y su vida después de descubrir que su hijo era un asesino en serie. Dahmer fue bien considerado por parte de los medios y familiares de las víctimas, mientras que otros lo juzgaron como una figura controversial y lo acusaron de ser negligente en la crianza de Jeffrey.

## Vida temprana y educación
Lionel Herbert Dahmer nació el 29 de julio de 1936 en West Allis, Wisconsin, hijo de Herbert Walter Dahmer y de Catherine Jemima Hughes; ambos maestros de escuela. Los dos padres de Dahmer eran estadounidenses también, con la descendencia de inmigrantes alemanes (de su padre) y galeses (de su madre).
Luego de terminar sus estudios secundarios, Dahmer se enroló en 1954 en la Universidad de Wisconsin-Madison, de donde recibió un título de bachiller universitario en ciencias en 1959. Ese mismo año, en agosto, se casó con Joyce Annette Flint (1936-2000), una instructora de teletipo originaria de Chippewa Falls, Wisconsin.

## Familia y carrera
En su libro, Dahmer relata que, desde el comienzo, su matrimonio atravesó dificultades debido a la mala salud mental de Joyce, su comportamiento irascible e impetuoso y su gran incapacidad de aceptar ayuda. Poco después de quedar embarazada, Joyce comenzó a sufrir convulsiones, supuestamente causadas por los malos olores de la cocina de su vecino, lo que los obligó, a principios de 1960, a mudarse a casa de los padres de Dahmer. Durante los últimos meses del embarazo, Joyce sufrió un aumento de crisis nerviosas y convulsiones, que, según su médico, "tenían su origen en su estado mental, mucho más que de síntomas físicos", y que ahondaron la gravedad de adicción a los barbitúricos y a la morfina. Joyce llegó al punto de tomar "hasta veintiséis pastillas al día" y estar constantemente sedada para aliviar el dolor. Décadas después, Lionel reflexionó sobre las consecuencias en su matrimonio:

En cualquier caso, nunca llegamos a superar los conflictos de ese primer año. Por eso, creo que esta primera mala experiencia sentó las bases de un matrimonio más largo y aún más problemático. En cierto sentido, nuestra relación nunca se recuperó del daño sufrido en esa etapa temprana; nunca mejoró de ninguna manera.

Durante los primeros años de la vida de Jeffrey, las responsabilidades académicas de Lionel y, posteriormente, sus largos turnos de trabajo le impidieron dedicar suficiente tiempo a su esposa e hijos. Poco después del nacimiento de Jeffrey, Lionel obtuvo una Maestría en Ciencias de la Universidad Marquette en 1962. Luego se matriculó en la Universidad Estatal de Iowa, donde obtuvo un Doctorado en Filosofía en octubre de 1966.
En 1978, Lionel se divorció de Joyce Flint y se mudó a una localidad rural en Ohio junto a su nueva pareja: Shari Jordan. Entre esos años, Lionel también trabajó para PPG Industries.

## Arresto de Jeffrey Dahmer y eventos posteriores
En su libro, Lionel relata cómo le costó comprender la magnitud de los crímenes de su hijo. La mañana del 23 de julio de 1991, preocupado porque Jeffrey no había cumplido con una visita prometida a su abuela (madre de Lionel) en West Allis, llamó por teléfono al apartamento de Jeffrey, donde un detective atendió su llamada y le informó que Jeffrey había sido detenido por homicidio.
Los meses siguientes fueron, según Lionel, particularmente difíciles teniendo que lidiar con el acoso de la prensa y de llamadas telefónicas anónimas e inquietantes. Lionel mostró una intensa preocupación por la seguridad de su madre, Catherine, luego de que su hogar fuera vandalizado por las noches y que acosadores gritaran o arrojaran cosas hacia la casa de la anciana. A consecuencia de ello, Lionel solicitó al departamento de policía de West Allis, una patrulla protectora para su madre, lo que le fue otorgado.
Catherine Dahmer murió el 25 de diciembre de 1992 en un hogar de ancianos en Milwaukee.
Durante el encarcelamiento de Jeffrey, Lionel lo visitó de forma regular, incluso apareciendo a su lado en una nota periodística de la NBC con Stone Phillips.

## Años subsecuentes y muerte
Lionel hizo múltiples apariciones televisivas, incluyendo en The Oprah Winfrey Show, donde le reafirmó a Oprah Winfrey que siempre amaría a Jeffrey y que permanecería a su lado.
Inmediatamente después del juicio de Jeffrey, la familia de su primera víctima —Steven Hicks— demandó a Lionel, a su esposa Shari y a la madre de Jeffrey, Joyce, acusándolos mediante una reclamación de muerte por negligencia.
En 2004, Lionel y Shari fueron entrevistados por Larry King en la CNN. En la nota periodística, Lionel y Joyce hablaron de la vida en el anonimato de David (hermano menor de Jeffrey) y cuánto disfrutaban de la vida familiar. A su vez, ambos dijeron que estaban orgullosos del apellido Dahmer, y que nunca tuvieron intenciones de esconderse.
En 2020, Lionel reapereció después de varios años, en un documental sobre los crímenes de Jeffrey y, en 2022, volvió a ser titular de noticias cuando anunció las intenciones de demandar a Netflix por uso indebido del caso de Jeffrey y de su imagen en la serie Dahmer – Monstruo: la historia de Jeffrey Dahmer. Su cuidador, Jeb, un enfermero de 34 años de edad (en 2022), dijo que Lionel también se vio muy afectado y en colapsos nerviosos luego de que extraños vandalizaran la casa noches después del estreno de la serie.
Durante los últimos años de su vida, Lionel vivió con Shari en Seville, una comunidad rural de Ohio. Shari murió el 13 de enero de 2023 a causa de un paro cardíaco.
Luego de la muerte de Shari, Lionel quedó al cuidado completo de Jeb, quien lo cuidó hasta sus últimos días, cuando tuvo que ser hospitalizado en una residencia de Medina, donde murió el 5 de diciembre de 2023 a causa de una falla cardíaca a los 87 años de edad.